# Esther Cuesta Santana
Esther Adelina Cuesta Santana (Guayaquil, 23 de junio de 1975) es una académica y política ecuatoriana, nacida en la ciudad de Guayaquil dentro de una familia de clase media tradicional, hija de docentes. Actualmente se desempeña como Asambleísta por la Circunscripción de Europa, Asia y Oceanía, fue Vicepresidenta y luego Presidenta de la Comisión de Soberanía, Integración, Relaciones Internacionales y Seguridad Integral de la Asamblea Nacional del Ecuador.

## Biografía
Su estudios primarios los realizó en el centro educativo International School de la ciudad de Guayaquil. Estudió la secundaria en el Colegio Americano de Guayaquil, obteniendo el título de Bachiller en Ciencias Administrativas Bilingües.  

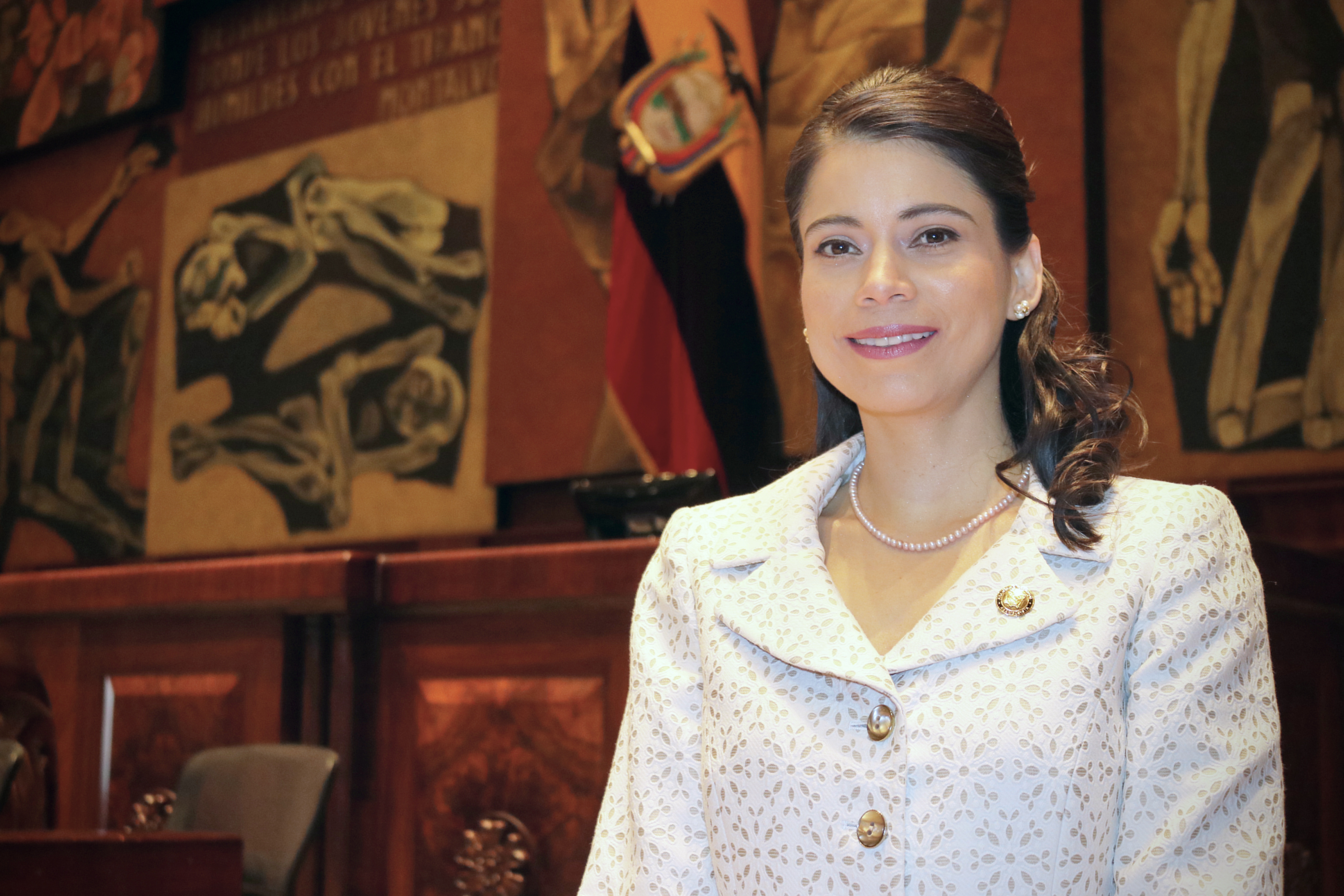
Esther Cuesta Santana en el salón plenario de la Asamblea Nacional del Ecuador en 2018

Siendo una adolescente optó por migrar a los EE. UU. donde desarrolló su vida académica y profesional.

## Logros académicos
Doctora en Literatura Comparada (Ph.D.) de la Universidad de Massachusetts Amherst.
Con especialización en Estudios Latinoamericanos, Caribeños y U.S. Latinos y en Estudios Feministas Avanzados.
En su Tesis Doctoral “Documenting the (Un)Documented: Diasporic Ecuadorian Narratives in Southern/Mediterranean Europe / Documentando las/los (in)documentadas/os: narrativas de diásporas ecuatorianas en Europa meridional/mediterránea" realiza un análisis comparado, teórico y textual de representaciones y auto-representaciones (medios de comunicación, narrativa, poesía, cine de ficción y documentales) de ecuatorianas y ecuatorianos en España e Italia.
Cuenta con una Maestría en Literatura Comparada de la Universidad de Massachusetts Amherst, EE. UU., con especialización en Literatura Chicana y Latina, movimientos feministas de latinas, chicanas y afroamericanas.
Obtuvo el título de Licenciada en Literatura Hispanoamericana y Estudios italianos (Bachelor of Arts) de la Universidad de Massachusetts Amherst.
Graduada Summa cum laude con los más altos Honores Interdisciplinarios.
Certificado en Estudios Latinoamericanos.
Tesis de licenciatura: “Ensayo crítico sobre la novela Christ-Like (1999) [Como Cristo] de Emanuel Xavier (escritor ecuatoriano-puertorriqueño) y traducción al castellano de los primeros tres capítulos.”
Desde muy joven, Esther Cuesta ha sido una defensora de los derechos de los migrantes, las minorías étnicas, religiosas, de género y sexuales, y los sectores menos privilegiados de la sociedad. Esto la impulsó a seguir estudios e investigaciones sobre la experiencia migratoria de ecuatorianos, particularmente de ecuatorianas hacia países europeos.
Esther Cuesta maneja varios idiomas, entre ellos, inglés e italiano (fluidez casi nativa), así como el portugués, francés y catalán.
Ha sido docente en literatura, feminismo, idiomas, cursos interdisciplinarios, cursos de honores, en varias universidades en EE. UU., como Smith College y la Universidad de Massachusetts Amherst, así como en centros de enseñanza de lenguas, antes de integrarse a política ecuatoriana.
En EE. UU. y Europa, ha publicado varios artículos sobre migración ecuatoriana, procesos migratorios transnacionales de mujeres, el servicio consular, feminismo, entre otros temas. Su poesía ha sido publicada en varios idiomas y ha publicado un testimonio sobre su propia experiencia migratoria.
Ha dictado conferencias en varias ciudades de EE. UU., Europa y América Latina, y ha participado en múltiples congresos académicos.

### Cónsul General en Génova - Italia
Recuperación de Patrimonio Cultural del Ecuador
Desde el Consulado del Ecuador en Génova, en coordinación con la Embajada del Ecuador en Italia:
• Gestionó la recuperación de 2.806 piezas arqueológicas del patrimonio cultural del Ecuador contenidas en la “Colección Norero” por parte de la Alcaldía de Génova. https://www.cancilleria.gob.ec/llegan-al-ecuador-mas-de-4-000-piezas-arqueologicas-que-fueron-recuperadas-en-italia/
• Gestionó la recuperación de 640 piezas arqueológicas del patrimonio cultural del Ecuador contenidas en la “Colección Aduana” por parte de la Aduana y Guardia de Finanza de Génova.
• Gestionó la recuperación de 667 piezas arqueológicas del patrimonio cultural del Ecuador contenidas en la “Colección Pavesi” por parte de la Alcaldía de Génova.
• Activó el proceso de recuperación por parte del Estado ecuatoriano, a través de la Embajada del Ecuador en Italia, de 45 piezas arqueológicas del patrimonio cultural ecuatoriano, incautadas por la Guardia de Finanza de la ciudad de La Spezia (Región Liguria), marzo de 2014.
En Italia consolidó su carrera política. A finales del 2009, fue nombrada cónsul del Ecuador en Génova, y dos años más tarde, Cónsul General. Ocupando este cargo, en el año 2014, fue elegida Decana del Cuerpo Consular de Génova. En 2016, fue nombrada Viceministra de Movilidad Humana y posteriormente fue elegida como Asambleísta por la Circunscripción del Exterior, por Europa, Asia y Oceanía, en ese entonces, por el Movimiento Alianza País (entonces liderado por el Ec. Rafael Correa Delgado), con la mayor votación del exterior.
En el periodo 2018-2019, ocupó el cargo de Presidenta de la Comisión de Soberanía, Seguridad Integral y Relaciones Internacionales de la Asamblea Nacional del Ecuador.
Ha trabajado profesionalmente para llevar su pensamiento ideológico a la praxis social dentro del proceso revolucionario que el Ecuador llevó por 10 años con el gobierno de Rafael Correa Delgado. Pertenece al Movimiento Revolución Ciudadana, afín al expresidente Rafael Correa.
Elección como Asambleísta representante de Migrantes de Europa - Asia - Oceanía
El 19 de febrero de 2017 se realiza en Ecuador las elecciones generales en el que se eligieron 137 asambleístas. Esther Cuesta alcanza una curul, siendo la asambleísta más votada en el exterior con un total de 56 911 votos. Archivado el 12 de agosto de 2017 en Wayback Machine.
ACTIVIDADES LEGISLATIVAS 2017-2019
- Presidenta, Comisión Especializada Permanente de Soberanía, Integración,Relaciones Internacionales y Seguridad Integral (junio de 2018-mayo de 2019).
- Vicepresidenta, Comisión Especializada Permanente de Soberanía, Integración, Relaciones Internacionales y Seguridad Integral (mayo de 2017-mayo de 2018).
- Presidenta, Grupo Interparlamentario de Amistad y Coordinación Recíproca (Ecuador-Italia).
- Miembro,	Grupo Interparlamentario de Amistad y Coordinación Recíproca (Ecuador-Alemania).
- Coordinadora	Europa, Grupo Parlamentario por los Derechos de las Personas en Movilidad Humana.
- Miembro,	Grupo Parlamentario por la Garantía de los Derechos de Niñas, Niños, Adolescentes y Jóvenes.
- Miembro,	Grupo Parlamentario por los Derechos de las Mujeres.
- Miembro,	Grupo	Parlamentario por la Erradicación de la Pobreza y Cumplimiento de los Objetivos de Desarrollo Sostenible (ODS).
- Miembro,	Grupo Parlamentario para la Promoción, Protección y Defensa de los Derechos Humanos.

Miembro del Comité Executivo de Parliamentarians for Global Action (PGA), https://www.pgaction.org/ Parlamentarios para la Acción Global.
Miembro del Grupo parlamentario de Puebla.